# Guerrier de glace

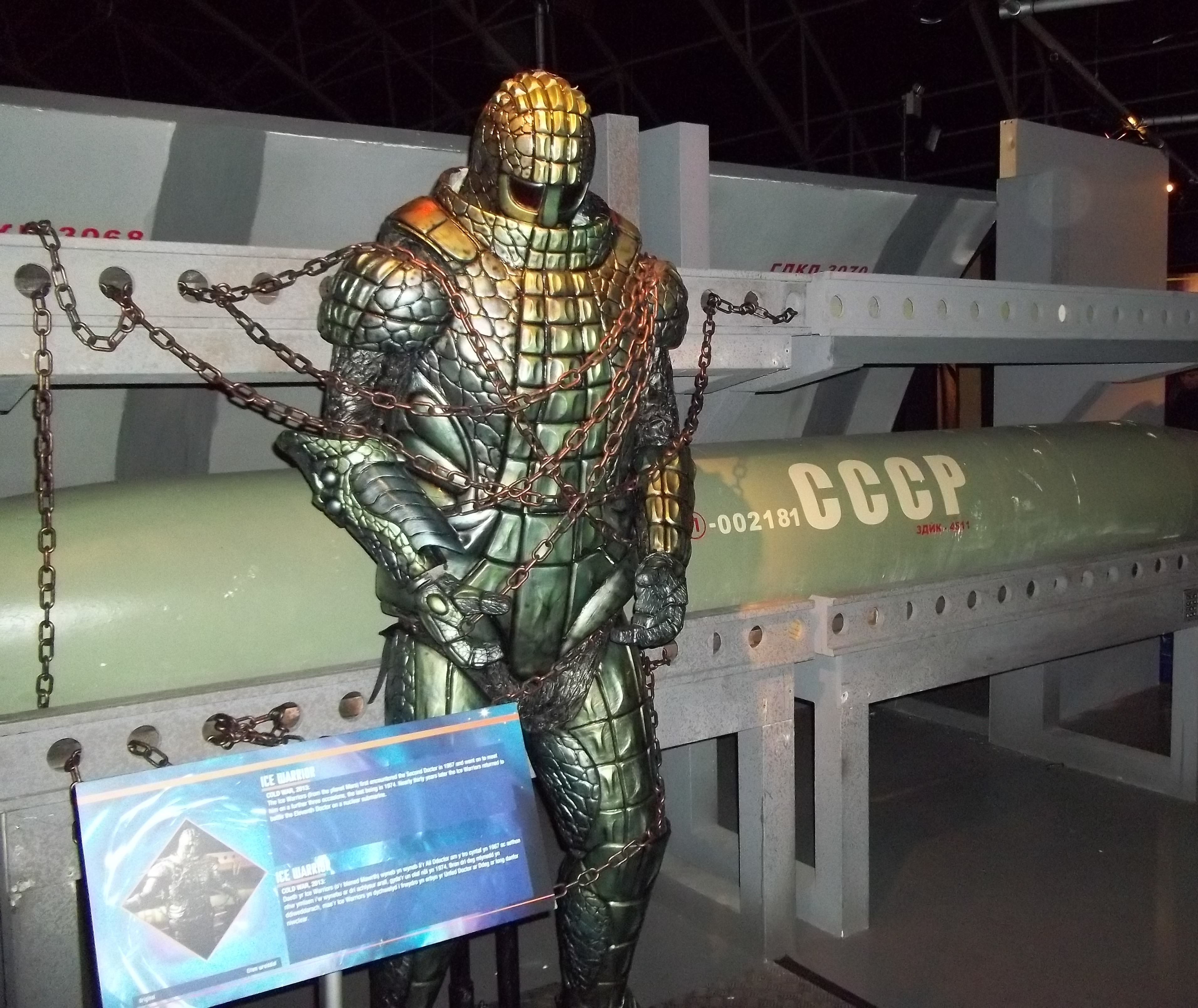
Costume de Ice Warrior ou en français Guerrier de glace

Les Guerriers de glace (en version originale anglaise : Ice Warriors) sont une race extraterrestre fictive d'humanoïdes reptiliens présente dans la série télévisée de science-fiction britannique Doctor Who. Ils sont créés par Brian Hayles, et apparaissent pour la première fois dans l'arc The Ice Warriors en 1967 où ils rencontrent le Deuxième Docteur et ses compagnons, Jamie et Victoria. Les Guerriers de glaces sont originaires de Mars qui, dans la série, est une planète mourante. Leurs premières apparitions les dépeignent tentant de conquérir la Terre depuis l'ère glaciaire afin d’échapper à leur planète. Un groupe gelé est découvert par une équipe scientifique de la Terre qui les donne le surnom de « Guerriers de glace » lors de leur première apparition. Bien que ce ne soit pas leur nom d'origine, plus tard dans la série en 1974, un seigneur des glaces se réfère à ses soldats comme des guerriers de glace. Apparus à l'origine comme des méchants, ils sont par la suite montrés comme une race évitant la violence et s'alliant parfois avec le Docteur. Ils apparaissent également dans des flashback, des caméos, ainsi que dans des spin-off de la série (nouvelles et séries audios).
Des arcs supplémentaires étaient prévues en 1986 et 1990 pour faire rencontrer les Guerriers de glace avec le Sixième et Septième Docteur : Mission to Magnus et Ice Time. Dans les deux cas, la série a été placée en hiatus et les épisodes ne sont jamais sortis. Cependant, Mission to Magnus a été romanisé par Target et adapté en tant que livre audio par Big Finish, et Ice Time a été revisité et publié en tant qu'audio sous le titre de Thin Ice.
Les Guerriers de glace reviennent dans la nouvelle série dans les épisodes Destruction mutuelle assurée (2013) et L'Impératrice de Mars (2017).

## Création
La quatrième saison de Doctor Who se termine avec l'épisode The Evil of the Daleks, qui était prévu comme étant la dernière histoire mettant en scène les Daleks ; leur créateur Terry Nation avait l'intention de produire un spin-off aux États-Unis. La production devait donc trouver de nouveaux monstres récurrents afin de remplacer les Daleks ; Brian Hayles a été approché pour créer ce type de monstre approprié. Pour ce faire, il s'est inspiré d'articles de journaux relatant la découverte d'un bébé mammouth en 1900 dans la glace sibérienne ainsi que de sa passion pour Mars.
Hayles avait imaginé les Guerriers de glace comme étant des créatures cybernétiques, mais le designer Martin Baugh, ayant peur que la comparaison se fasse avec les Cybermen, décide de concevoir des costumes avec des traits reptiliens. Après leur première apparition n 1967, les Guerriers de glace ayant eu un grand succès, ils reviennent pour un deuxième épisode en 1969. Peter Bryant, producteur de l'époque, estime qu'un deuxième épisode peut être d'autant plus justifié du fait de la réutilisation des costumes, très couteux[réf. nécessaire]

## Caractéristiques physiques
Martin Baugh, créateur des costumes des Guerriers de glace, est responsable du design reptilien de ces derniers. Baugh a préféré utiliser de nouveaux matériaux, tels que la fibre de verre, pour la conception de l'apparence des monstres,.
Les acteurs, comme Bernard Bresslaw (interprète du Guerrier de glace Varga dans la première apparition de la race), utilisent un murmure sifflant afin de montrer à la fois le côté reptilien et le fait qu'ils viennent de mars où l'atmosphère est différente de celle de la Terre. Les Guerriers de glace sont équipés d'armes sonores placées au niveau de leurs poignets. L'épisode The Seeds of Death montre qu'il existe parmi eux une caste d'officiers souvent appelée les Seigneurs de glace. Ces derniers sont moins blindés que les Guerriers classiques et n'ont pas d'armes sonores. Les deux types de Guerriers de glace portent des gants équipés de griffes.
Lors de leur retour dans la série en 2013, leurs mains n'ont plus que trois doigts, de manière similaire à la race des Sontarans,.
Neill Gorton décide de rendre la race plus massive et forte en repensant l'armure des Guerriers de glace afin qu'elle ressemble à du placage. La fibre de verre est alors remplacée par du caoutchouc uréthane, plus souple et confortable. Mark Gatiss fait partie de ceux qui ont insisté pour que le nouveau design soit le plus proche possible de l'original pour leur retour.
Destruction mutuelle assurée est le premier épisode montrant un Guerrier de glace qui enlève son armure ce qui est, selon le Docteur, la honte ultime pour cette race. Cependant, le corps entier n'est pas montré déshabillé pendant l'histoire ; seuls les mains griffues et le visage sont aperçus respectivement pendant et à la fin de l'épisode. Certains considèrent les scènes avec les mains du Guerrier comme étant un clin d'œil au film Alien. Destruction mutuelle assurée révèle que l'armure des Guerriers de glace est une coquille biomécanique ayant pour but de les protéger du froid ; étant une espèce à sang froid, ils sont sensibles aux fluctuations de température. La coque peut être contrôlée à distance à l'aide d'une technologie sonique.

## Histoire
Les Guerriers de glace apparaissent pour la première fois en 1967 dans l'épisode The Ice Warriors. L'histoire se déroule pendant une future ère glaciaire en l'an 3000. Une équipe scientifique, envoyée pour avancer la découverte des glaciers, découvre un vaisseau enterré sous la glace, qui a l'air d'être là depuis des milliers d'années avec un équipage de Guerriers de Guerre à l'intérieur. Les Guerriers sont réveillés et essayent d'envahir la base scientifique, mais sont déroutés par le Deuxième Docteur et leur vaisseau est détruit lors de leur tentative de décollage.
Ils reviennent en 1969 dans l'histoire The Seeds of Death. L'épisode se passe durant la moitié du 21e siècle ; à cette époque le monde fonctionne autour de la téléportation via le système T-Mat. Une escouade de Guerriers de glace décide de se servir de cette technologie pour conquérir la Terre. Après avoir envahi le relais T-Mat de la Lune, ils s'en servent pour envoyer des graines réduisant l'oxygène de l'atmosphère terrienne afin de la rendre proche de celle de Mars. Le plan est stoppé par le Deuxième Docteur et ses compagnons Jamie et Zoe, et les martiens sont renvoyés en orbite autour du soleil.
Lors de leur retour en 1972 dans l'arc The Curse of Peladon, l'équipe de production décide de bouleverser les habitudes des spectateurs en les présentant comme alliés du Troisième Docteur. En effet, les Guerriers de glace ont renoncé à la violence et font désormais partie d'une fédération galactique comprenant, en plus de Mars, la Terre, Alpha Centauri et Arcturus. Dans cette histoire, ils sont envoyés en tant qu'émissaire sur la planète Peladon afin d'intégrer ces derniers à la Fédération ; le Docteur et sa compagne Jo Grant, eux, sont pris pour les représentants de la Terre. Dans un premier temps, le Docteur soupçonne les Guerriers de glace d'être là dans le but de saboter la procédure, mais finit par accepter qu'ils aient pu changer quand ces derniers lui sauvent la vie. Ensemble, les Guerriers de Glace et le Docteur découvrent un complot du Grand Prêtre Hepesh et des représentants d'Arcturus qui ne veulent pas de l'intégration de Peladon à la fédération.
Deux ans plus tard, en 1974, The Monster of Peladon se déroule 50 ans après les événements de l'épisode précédent. Dans cette histoire, les Guerriers de Glace jouent le rôle de Protecteur de la Paix au sein de la Fédération. Le Seigneur de glace Azaxyr travaille, en réalité, en couverture pour Galaxy 5, en guerre contre la Fédération. Son but étant de faire retrouver son passé de guerrier à sa race, il essaye d'imposer la loi martienne en prenant le contrôle de Peladon mais se fait arrêter par les Peladoniens, aidés par le Troisième Docteur.
En tant que monstres récurrents populaires, les Guerriers de glace apparaissent dans de nombreux flashbacks et sont mentionnés tout au long de la série. Pendant l'épisode The War Games, le Deuxième Docteur est en procès et se fait lister l'ensemble des menaces dont il a protégées l'univers, dont celle des Guerriers de glace. Durant l'arc The Mind of Evil du Troisième Docteur, ce dernier est confronté à ses peurs par la machine Keller, qui lui montre de nombreuses images de ses ennemis passés, comprenant, entre autres, les Guerriers de glace. Le Cinquième Docteur, pendant sa période de confusion post-régénération, mentionne les Guerriers de glace et le Brigadier. Cette séquence fait penser à une aventure ayant eu lieu hors-écran,. Dans l'épisode spécial La Conquête de Mars de 2009, le Dixième Docteur fait la théorie comme quoi les Guerriers de Glace ont pu geler l'eau extraterrestre afin d’empêcher sa fuite et la propagation du virus présent à l'intérieur. Il teste par la suite la glacière vérolée en prononçant des mots en ancien martien du nord puis se réfère à eux comme étant « une race fine et noble qui a construit un empire de neige ».
En 2013, dans l'épisode Destruction mutuelle assurée, a lieu la première rencontre des spectateurs de la nouvelle série avec la race des Guerriers de glace. Le Onzième Docteur fait face au grand Maréchal Skaldak, un guerrier légendaire qui a été piégé dans la glace pendant 5000 ans, dans un sous-marin soviétique immergé. Après que Skaldak a réussi à s'échapper de la glace, l'équipage le maîtrise. Cette action est considérée comme une déclaration de guerre de l'humanité, selon la loi martienne. Après avoir échoué à communiquer avec sa flotte, Skaldak quitte son armure et décide de massacrer les humains autour de lui dans le but de découvrir les faiblesses du corps humain. L'un des membres d'équipage, Stepashin, révèle à Skaldak que le sous-marin est armé de missiles nucléaires. De retour à son armure, Skaldak se prépare à tirer les missiles afin de détruire la Terre. Cependant, il hésite pendant qu'un vaisseau spatial de Guerriers de glace arrive et ramène le sous-marin à la surface.
Les Guerriers de glace apparaissent de nouveau au côté du Douzième Docteur dans l'épisode L'Impératrice de Mars, mettant en scène la première Guerrière de glace (des Guerrières ont déjà été mentionnées, mais ne sont jamais apparues). Dans cette histoire, un équipage de soldats de l'ère victorienne aide un Guerrier de glace, surnommé Vendredi, à rentrer chez lui après que son vaisseau se soit écrasé. Pendant le voyage, le Guerrier se rend compte que sa planète est morte et décide de réveiller la Reine de glace, Iraxxa. Celle-ci veut anéantir l'humanité, qu'elle pense responsable de la tragédie. Malgré la rébellion d'un des soldats, le Colonel Codsacre négocie sa vie contre la survie de ses hommes et du reste de la planète. Iraxxa est impressionnée par sa bravoure et lui offre la possibilité de rejoindre le rang des Guerriers de glace. Iraxxa réveille plusieurs autres Guerriers de glace, pendant que le Docteur décide de contacter Alpha Centauri de la Fédération galactique, afin que ce dernier puisse récupérer les Guerriers restants. Il se rend compte qu'il s'agit du début de l'âge d'or des Guerriers de glace.

## Autres apparitions

### Romans
En 1990, Target publie une novélisation, écrite par Phillip Martin, de l'épisode abandonné Mission to Magnus, destiné à la saison 23. Cette histoire montre des Guerriers de glace, s'alliant avec Sil, qui veulent éloigner la planète Magnus Epsilon du soleil dans le but de la transformer en une planète à l'hiver perpétuel pour qu'elle devienne leur nouvelle planète. Les Guerriers ayant considéré l'aide de Sil comme inutile à leur plan, ce dernier propose son aide au Sixième Docteur et à Péri afin qu'ils puissent vaincre les Guerriers. Les Guerriers de Glace finissent par être détruit une fois que la planète soit revenue sur son orbite d'origine.
Après l'annulation de Doctor Who en 1989, Virgin Publishing réussit à garder la licence pour pouvoir continuer à publier les aventures du Septième Docteur. Les Guerriers de Glace font plusieurs apparitions dans cette série. Le roman Transit , écrit par Ben Aaronovitch en 1992, se déroule après une guerre entre l'humanité et les Guerriers de Glace appelée la « guerre des mille jours » et suit un vétéran, Old Sam, faisant un geste de paix à la fin du roman. Le roman de 1996 de Craig Hinton, GodEngine, fait suite à l'histoire précédente et montre une nouvelle ère où les Humains et les Guerriers de Glace font équipe après avoir vaincu des ennemis liés aux Daleks ayant envahi la Terre récemment (référence à l'épisode The Dalek Invasion of Earth de 1964). Cette histoire montre également l'influence qu'ont eu les Osiriens sur la culture martienne.
Legacy de Gary Russell, sorti en 1994, fait suite aux histoires se passant sur Peladon. Le Docteur et les Guerriers de Glace sont envoyés par la Fédération galactique pour trouver un meurtrier caché dans la foule d'une cérémonie péladonienne. Le roman montre que les relations sont tendues entre le Docteur et les Guerriers ; le premier soupçonne des motivations cachées, pendant que le Seigneur de Glace, Savaar, est contrarié par le manque de confiance du Docteur. Après que le Docteur a été accusé de meurtre, Savaar souhaite l'exécuter personnellement  afin de venger sa race des défaites précédentes vécues à cause de lui. Ils finissent pourtant par se réconcilier et travaillent ensemble à la recherche du vrai coupable.
Le Huitième Docteur empêche une invasion de Guerriers de glace, avec l'aide du Brigadier et de Bernice Summerfiel, dans le roman The Dying Days en 1997. L'histoire se déroule après les évènements de The Ambassadors of Death (1970) où la Terre établit un contact hostile, par erreur, avec les Guerriers de Glace ; cette action est cachée par les services secrets britanniques. Lord Greyhaven, le ministre chargé des missions sur Mars, est en contact avec les Guerriers de Mars dans le but de les aider à prendre d'assaut les Royaumes-Unis. Il finit par se faire tuer par les martiens après avoir essayé de repenser ses plans en détruisant un clan de Guerriers de glace. Les militaires réussissent à empêcher l'invasion.
Le roman, de la série des Aventures du Huitième Docteur par la BBC, The Last Resort montre différentes temporalités parallèles ; une où les Martiens ont été mis en esclavage par les Humains et une où les Guerriers de glace ont décidé d'exterminer la quasi-totalité des humains dans le but d'empêcher ces derniers de les asservir. Dans ces réalités, la vie sur Mars provient de bactéries générées par les millions de cadavres de doublons temporels d'un adolescent voyageant dans le temps, Jack Kowaczski. Ce dernier arrive de millions de lignes temporelles différentes et finit par changer l'atmosphère de Mars en mourant dessus. Avec le temps s'effondrant à cause de ces sauts temporels répétitifs, le Docteur décide d'atteindre une version enfant de Jack Kowaczski afin de l'amener quelque part où il sera élevé différemment et où il ne pourra pas construire sa machine à voyager dans le temps.
En 2011, dans le cadre de nouvelles aventures, le roman The Silent Stars Go By , écrit par Dan Abnett, présente le Onzième Docteur, avec ses compagnons Amy Pond et Rory Williams . L'équipe se retrouve accidentellement sur une planète semblable à la Terre pendant l'hiver, dans le futur. Ils rencontrent des Guerriers de glace qui sont à la recherche d'un nouveau foyer du fait que Mars et la Terre sont toutes deux inhabitables. Ils comprennent par la suite que la planète où ils se trouvent est en réalité un projet de terraformation de la Terre.

### Audios
Dans l'histoire Red Dawn de Big Finish, la première mission habitée de la NASA rencontre une petite équipe de Guerriers de glace placée en stase afin de défendre la tombe d'Izdaal, le plus grand Guerrier de la race martienne. Selon cette histoire, la précédente mission humaine non-habitée aurait apporté des fragments de technologie extraterrestre et d'ADN, et des scientifiques seraient allés jusqu'à créer des clones hybrides humains / martiens.
Une autre histoire audio, Frozen Time, raconte l'histoire du Septième Docteur et d'un groupe d'humains qui découvrent des Guerriers de glace gelés dans l'Antarctique. Il s'est avéré qu'il s'agissait en réalité de prisionniers bloqués à cet endroit volontairement. L'histoire The Bride of Peladon suit le Cinquième Docteur, accompagné de Peri et Erimem qui rencontrent un Guerrier de glace  sur Peladon. Il enquête sur la mort de sa sœur sur cette planète, le menant à son sacrifice afin de piéger l'Osirien responsable du décès de sa soeur.
Les Guerriers de glace font une apparition dans l'une des histoires audios de Bernice Summerfield, The Dance of the Dead, ainsi que dans la collection Braxiatel où un martien nommé Hass est le nouveau jardinier du protagoniste.
Le Cinquième Docteur rencontre à nouveau les Guerriers de Glace dans l'histoire Le Jugement d'Isskar. Cette histoire audio a pour but de raconter les origines de la race. Le Docteur atterrit sur Mars afin de chercher un des segments de Clé du Temps. Lors de cette rencontre, les Martiens sont une communauté paisible qui ne connait même pas le mot « guerrier ». Cependant, une fois le segment de la clé retiré de leur planète, l'atmosphère martienne commence à se dégrader, entrainant la race à devenir des charognards désespérés, puis, des Guerriers de glace.
En 2010, dans l'audio Deimos / La résurrection de Mars, il est raconté que la plupart des Guerriers de glace se sont mis en stase cryogénique lorsque Mars est devenue inhabitable. Certaines de ces chambres de stases ont été mises sur la lune martienne Deimos pendant que d'autres étaient placées dans la ceinture d'astéroides. Des siècles plus tard, certains de ces guerriers des glaces sont réveillés et découvrent un nouveau monde. Cette planète était une sorte d'utopie belle et civilisée appelée Halcyon. Les Guerriers de glace décident de tuer les vingt milliards d'habitants dans le but de prendre leur place et de rebaptiser la planète Nouvelle Mars.
Dans Lords of the Red Planet, le Deuxième Docteur rencontre les Guerriers de glace à un stade précoce de leur histoire. Il s'agit donc d'une nouvelle histoire expliquant les origines de la race, cette fois-ci plus orientée sur leurs origines génétiques. Cette histoire est tirée d'un scénario non produit de la dernière saison de Patrick Troughton en tant que Docteur, recréé par Big Finish. Dans cette version, les Guerriers de glace sont le résultat du génie génétique des premiers habitants de Mars qui décident d'augmenter la force d'une créature de leur planète ressemblant à des tortues afin que cette nouvelle race serve de force de sécurité et de serviteurs aux habitants ressemblant plutôt à des lézards. Le projet de recherche est repris par un psychopathe à la recherche de sa première source de puissance.
Dans le deuxième volume de Doctor Who : Les Aventures du Dixième Docteur appelé Two-Cold Vengeance, le Dixième Docteur et Rose Tyler atterrissent sur un astéroïde qui est utilisé comme l'un des nombreux stockages frigorifiés de la planète d'en-dessous. Ils apprennent que ces chambres froides ont été créées à partir de glace prélevée sur une autre planète du système, l'autre planète ayant été auparavant une colonie de Guerriers de glace détruite par les humains. Cette destruction ayant poussé les survivants à se geler et à se cacher. Une attaque sur l'astéroïde désactive le système de refroidissement, engeandrant la sortie de glace d'un groupe de Guerriers de glace cachés qui décident d'essayer de faire s'écraser l'astéroïde et un autre vaisseau spatial sur la planète pour se venger de leur traitement passé. Le Docteur réussit à détruire l'astéroïde et le vaisseau avant qu'ils ne puissent s'écraser. Le dernier Seigneur de glace apprend que certains de son espèce ont réussi à survivre sur la planète en vivant dans ghettos de villes humaines, il préfère détruire le Docteur avec son système d'auto-destruction au lieu d'accepter que sa vengeance n'a été pour rien.

### Comics
Dans la bande dessinée Doctor Who publiée dans le Radio Times en 1996, un Guerrier de glace du nom de Ssard devient un compagnon du huitième docteur, avec l'humain Stacy Townsend. La bande dessinée qui introduit le personnage à l'air de se passer dans une periode de type médiéval de Mars. Stacy et Ssard réaparaissent une nouvelle fois dans le roman Placebo Effect de BBC Books écrit par Gary Russell, où ils sont mariés. Dans les bandes dessinées mensuelles de Doctor Who, un Guerrier de glace, nommé Harma, fait partie du groupe de Dalek d'Abslom Daak, les Star Tigers.
Une autre bande dessinée du Doctor Who Weekly (Deathworld # 15 et # 16) met en scène l'affrontement des Cybermen contre les Guerriers de glace. Dans l'histoire 4-Dimensional Vistas (Doctor Who Monthly # 78-83), le Cinquième Docteur et son nouveau compagnon Gus Goodman rencontrent les Guerriers de Glace sur une base arctique, alliés au Moine, qui prévoient d'utiliser un crystal géant afin de créer un cannon sonique. Le Septième Docteur affronte les Guerriers de glace dans la bande dessinée Un jour froid en enfer avec Frobisher comme compagnon. La bande dessinée a été imprimée dans Doctor Who Magazine (130-133).

## Historique des apparitions

### Télévision
- The Ice Warriors (1967)
- The Seeds of Death (1969)
- The Curse of Peladon (1972)
- The Monster of Peladon (1974)
- Destruction mutuelle assurée (2013)
- L'Impératrice de Mars (2017)

#### Caméos et mentions
- The War Games (1969)
- The Mind of Evil (1971)
- La Conquête de Mars (2009)
- Le Corbeau (2015)

### Romans

#### Target Books
- Mission to Magnus - Target novelisation d'un épisode non réalisé de la série par Philip Martin - 1990

#### Virgin New Adventures (le Docteur)
- Legacy de Gary Russell - 1994
- GodEngine de Craig Hinton - 1996
- Happy Endings de Paul Cornell - 1996
- The Dying Days de Lance Parkin - 1997

#### Virgin Missing Adventures
- The Empire of Glass d'Andy Lane - 1995

#### Virgin New Adventures (Bernice Summerfield)
- Beige Planet Mars de Lance Parkin et Mark Clapham - 1998

#### Aventures de la nouvelle série
- The Silent Stars Go By par Dan Abnett - 2011

#### Autre
- Cold (Doctor Who Storybook 2009) de Mark Gatiss - 2008

### Aventures audios
- Red Dawn - 2000
- Bang-Bang-a-Boom! (caméo) - 2002
- Professeur Bernice Summerfield : La Danse des morts - 2002
- Temps gelé - 2007
- La Fiancée de Peladon - 2008
- Le Jugement d'Isskar - 2009
- Le Prisonnier de Peladon - 2009
- Mission to Magnus - 2009, adaptation audio de la série non faite
- Deimos / La Résurrection de Mars - 2010
- Thin Ice - 2011, adaptation audio de la série non faite
- Seigneurs de la planète rouge - 2013
- Cold Vengeance - 2017
- Cri des Vultriss - 2020

Jeux vidéo
- Destiny of the Doctors